# Luigi Matteucci
Luigi Matteucci (Livorno, 24 gennaio 1772 – Firenze, 7 agosto 1841) è stato un giurista, magistrato e politico italiano, particolarmente attivo nella vita politica della Repubblica di Lucca e del successivo Principato di Lucca e Piombino.

## Biografia
Nacque a Livorno, nel Granducato di Toscana, il 24 gennaio 1772 da Silvio Antonio Matteucci, medico e possidente, e Anna Rossetti. Completati gli studi presso il collegio dei barnabiti livornese, si iscrisse all'Università di Pisa dove si laureò in giurisprudenza. Dopo la laurea si trasferì a Firenze, dove svolse la pratica forense presso lo studio di T. Magnani, e poi nel 1796 a Lucca, dove la sua preparazione gli valse la concessione di un titolo nobiliare nel 1797 e l'ammissione nella classe di governo della Repubblica di Lucca.
Nel 1798 fu inviato dalla Repubblica a Milano, capitale della Repubblica Cisalpina, nel tentativo di mantenere l'indipendenza di Lucca dall'espansionismo francese ma nonostante il fallimento dell'iniziativa, proseguì la sua attività politica nella nuova Repubblica, divenuta protettorato francese. Nel 1805 l'imperatore francese Napoleone Bonaparte decise di assegnare Lucca alla sorella Elisa, già principessa di Piombino, e al marito Felice Baciocchi, deliberando che il governo sarebbe stato retto da due ministri; Matteucci fu quindi nominato ministro di Giustizia, Interno ed Esteri a cui si aggiunse la reggenza dello Stato fino all'arrivo dei principi.
Nel 1807 divenne gran giudice, titolo riservato al Ministro della giustizia, e promulgò nel principato un codice penale a cui egli stesso contribuì, che anticipò di tre anni il codice penale francese. Tale codice penale, fortemente ispirato dalla dottrina di Cesare Beccaria, migliorò significativamente l'antica legislazione, mitigando le pene e abolendo forca, mutilazioni, tortura, confisca e diritto d'asilo, ma ebbe vita piuttosto breve vista l'annessione del principato all'Impero francese e la successiva promulgazione del codice penale francese del 1810, che ne abrogò molte disposizioni piuttosto avanzate.
Recatosi a Parigi su invito della principessa Elisa nel 1811, ottenne dal Ministro della guerra francese Henri-Jacques-Guillaume Clarke il mantenimento dell'esenzione di Lucca dalla coscrizione obbligatoria.
Quando le forze britanniche guidate da lord William Bentinck sbarcarono a Livorno nel 1814 i sovrani francesi fuggirono e il Senato lucchese formò una deputazione di governo nella quale fu inserito anche Matteucci come titolare della Giustizia e poi Presidente del Governo fino al 4 maggio 1814. Nel 1815 il rappresentante dell'Imperatore austriaco Joseph von Werklein nominò un nuovo esecutivo nel quale Matteucci assunse nuovamente le deleghe a Giustizia e Interni. Dopo la sconfitta di Napoleone ebbe il compito di rappresentare le istanze di Lucca, interessata a mantenere la sua secolare autonomia, al congresso di Vienna dove fu deciso che i Borbone di Parma avrebbero governato la città fino alla morte di Maria Luisa d'Austria dopodiché la città sarebbe stata riunita alla Toscana.
La duchessa di Lucca Maria Luisa di Borbone, al suo arrivo in città, ricevette una lettera anonima che la esortò a diffidare di Matteucci che, escluso dalla vita politica lucchese, si ritirò a vita privata. Si sposò con Angiola Tomei Albiani di Pietrasanta ed ebbe almeno due figli, Francesco e Felice.
Nel 1824 si trasferì a Firenze su invito del granduca Leopoldo II che lo inviò come ambasciatore a Parigi, dovendo tuttavia rinunciare all'incarico nel 1825 in seguito ad una grave malattia che colpì il figlio Francesco. Fu quindi nominato membro del Consiglio di giustizia, venendo incaricato di compilare un nuovo codice civile che però non vide mai la luce; il suo lavoro fu ripreso nel 1847 da una commissione di giuristi impegnati nella redazione di nuovo codice.